# Mussa José Assis
Mussa José Assis (Pompeia, 1944 - Curitiba, 21 de fevereiro de 2013) foi um professor e jornalista brasileiro.
Foi secretário de redação (aos 21 anos de idade) do jornal Última Hora, em parceria com o empresário Samuel Wainer. Já no Paraná, foi diretor dos jornais O Estado do Paraná e da Tribuna do Paraná e do Correio de Notícias de Curitiba.
Foi professor de Diagramação e de Técnica de Jornal da Pontifícia Universidade Católica e da Universidade Federal do Paraná.